# 糸引き娘
糸引き娘（いとひきむすめ）は、徳島県板野郡堀江村（現・鳴門市）に伝わる妖怪。
その名の通り、路傍で糸引き車で糸をひいている美しい女性の姿で現れる。通りかかった人がその美しさに見とれていると、たちまち白髪の老婆に姿を変え、大声で笑い出して相手を驚かせるという。